# 雅克·维伦纽夫
傑克·維倫紐夫（法語：[ʒɑk vilnœv]，1971年4月9日—），加拿大賽車手，一屆一级方程式世界车手冠军和IndyCar車手冠軍。他是前法拉利赛车手吉尔斯·维伦纽夫的儿子。
维伦纽夫14岁时开始参加卡丁车比赛，然后在1989年至1991年期间参加了开轮式赛车的意大利三级方程式锦标赛。随后他转到更高级别的丰田大西洋方程式锦标赛（Toyota Atlantic Championship），在1992年赛季参加了一场比赛，并在1993年赛季获得总成绩第三名。1994年维伦纽夫开始参加CART系列賽，并在当年的锦标赛中取得一次胜利，获得了年度第六名和年度最佳新秀以及印第安纳波利斯500最佳新秀，并在隔年的锦标赛中赢得了包括印第安纳波利斯500在内的四场比赛胜利，取得了车手冠军。
1996年，维伦纽夫加入F1的威廉姆斯车队，获得了四场大奖赛的胜利，并最终惜败于队友达蒙·希尔，取得车手年度亚军。这也是F1历史上的第一个新秀亚军。1997赛季，维伦纽夫主要受到法拉利的迈克尔·舒马赫的挑战，维伦纽夫在赛季末的1997年欧洲大奖赛中通过争议性的碰撞击败了后者，成为了第一个加拿大车手世界冠军。他在这个赛季中取得了取得了七场大奖赛的胜利。1998赛季，维伦纽夫获得第五名，两次登上领奖台，并帮助威廉姆斯车队获得车队年度第三名，仅次于法拉利和迈凯轮。在经历了失败的1999赛季之后，维伦纽夫在2000年和2001年与英美车队一起获得了年度第七名，并2001年两次登上领奖台，领先于他的队友里卡多·宗塔和奥利维耶·潘尼斯。在此之后，维伦纽夫的F1生涯一直持续到到2006年，分别效力于英美车队、雷诺车队、索伯车队和宝马索伯车队，但没有取得更好的成绩。
维伦纽夫在2006赛季中途离开F1，开始参加其他类型的赛车比赛，如跑车比赛、纳斯卡和房车比赛。虽然没有在上述赛事中获得很大的成功，但他在2008年代表标致车队，于斯帕1000公里耐力赛中获得冠军。
维伦纽夫是一个直言不讳的人，经常表达自己的想法和见解，并对当前的一级方程式赛车进行评论。他也是是加拿大赛车运动名人堂、加拿大体育名人堂和国际汽联名人堂的成员。

## 早年經歷

### 出身背景
傑克·維倫紐夫出身於加拿大魁北克省的一個賽車世家，和他同名的叔叔老傑克·維倫紐夫（Jacques Villeneuve Sr.），是一個北美著名的公路賽車手。他的父親，是法拉利車隊傳奇車手吉爾·維倫紐夫（Gilles Villeneuve），1982年比利時站，年僅11歲的傑克親眼目睹父親在排位賽中車禍身亡。父親過世後，傑克的母親乔安(Joann)不願意讓他走向賽車運動，他的母亲承诺，如果他在数学这门最薄弱的科目中取得好成绩，她会允许他开卡丁车。维伦纽夫在学校努力学习，很快就取得了他母亲为履行诺言所要求的分数。此外，傑克的運動天賦也極強，他最擅長的是滑雪，一度也以成為職業滑雪選手為目標奮鬥。
但是，傑克15歲的時候，在一次偶然的機會裡，他參加了著名的吉姆·羅素賽車學校（Jim Russell Racing Drivers School）舉辦的活動，令他重拾對賽車的熱情。翌年，傑克心意已決，決定成為賽車手，因此前往史班納·大衛賽車學校（Spenard-David Racing School）留學。
然而，以當時傑克的年紀而言，這時才展開賽車生涯已經太慢了，同年齡的車手自幼就參加卡丁車比賽，這時都已經擁有豐富的賽車經驗，起步較晚的傑克一開始非常不順利，連番的失敗讓他產生挫折感。更重要的是，他背負著「Villeneuve」這個名字，偉大的父親帶給他的反而是沉重的負擔，以及外界關愛的眼神和特別的期待，令他感到非常的痛苦，這無形的壓力讓傑克成名之後還是很不願意提起自己的父親。
不過，父親的名聲某種程度上也帶給他的賽車生涯很大的幫助，法拉利車隊並沒有忘記維倫紐夫，傑克17歲的時候，法拉利車隊給予他一個機會，讓年輕的傑克得以跳級直接參加義大利F3。

### 初階方程式時代

#### 義大利三級方程式
1989年，傑克開始參加義大利F3，在最初的兩年，他的表現十分不理想，職業生涯一起步就陷入了低潮。1991年，他的表現稍有進步，在義大利F3年度排名取得第六名，但是一座分站冠軍也無法取得。

#### 日本三級方程式
1992年，在經過不順遂的三年之後，傑克前往日本，參加日本方程式錦標賽。在日本，他和日後也成為F1車手的米卡·薩洛（Mika Salo）和艾迪·厄文（Eddie Irvine）成為好友。這年他取得3座分站冠軍，年度排名第二名的好成績，信心逐漸恢復，實力也開始受到肯定。

#### 丰田大西洋方程式锦标赛
1993年，傑克的高中老師克雷格·波拉克（Craig Pollock）成為他的經紀人，波拉克引荐他參加北美頂級初階方程式丰田大西洋方程式锦标赛（Toyota Atlantic Championship），他全年共取得5座分站冠軍，年度排名第三名。其中加拿大站，他在蒙特婁以他父親命名的「吉爾·維倫紐夫賽道」奪下冠軍，傑克站上頒獎台的時候，許多老車迷為此景感動不已，傑克的人氣開始水漲船高。

## 北美CART系列賽

### 1994年
1994年，傑克進入了北美頂級方程式，CART系列賽，他在賽季末取得了初次分站冠軍，並且在著名的印第安纳波利斯500中取得第二名的佳績，年度排名第六名。賽季末，他獲選為「年度最佳新人」。

### 1995年
1995年，傑克更上一層樓，開季就奪下印地500大賽的冠軍，全年共取得4勝，賽季結束後，傑克取得了CART系列賽的世界冠軍，是北美頂級方程式史上最年輕的世界冠軍。

## 一級方程式

### 威廉姆斯車隊時代

#### 1996年
1996年，在F1最高統治者伯尼·埃克萊斯頓（Bernie Ecclestone）的極力推薦之下，傑克加入了F1的威廉姆斯車隊（Williams F1 Team），由於當時許多從北美方程式轉戰F1的車手的表現都不是很理想，因此賽季開幕前許多人都不看好傑克，也有不少人認為伯尼和威廉士車隊老闆（Frank Williams）只不過是看上他是「吉爾·維倫紐夫之子」，具有商業價值和話題性才讓他進入F1。
1996年開幕站澳洲站，在所有人都不敢置信的情況之下，傑克在排位賽取得了杆位，成為史上第四位出道戰奪下杆位的車手。第二天正賽，傑克全場壓制住隊友，世界冠軍熱門人選戴蒙·希爾（Damon Hill），保持領先到第53圈才因為賽車出現問題，而讓出領先位置，以第二名完賽，但還是拿下全場最快圈速。幾乎達成自1950年F1史上第一場比賽之後，第一位出道戰就囊括杆位、最快圈速、以及分站冠軍的新人。
震撼開場後，傑克在第四站歐洲站德國赛道（Nürburgring）就奪下生平第一座分站冠軍，全年傑克共拿下四座分站冠軍，賽季中一直是世界冠軍熱門人選，直到最後一站才拱手讓給了隊友希爾。人們不再視這位超級新人只是「吉爾之子」而已，傑克自己確立了他頂尖車手的地位。

#### 1997年
1997年，去年的世界冠軍希爾離隊後，傑克被認為是世界冠軍的大熱門。但是94、95年連奪兩年世界冠軍的迈克尔·舒马赫（Michael Schumacher）所領導的法拉利車隊實力已經急速上升，足以和威廉士車隊一較高下。整個賽季傑克和舒馬赫激烈的競爭世界冠軍，由於日本站排位賽傑克無視黃旗遭到FIA取消資格，使得舒馬赫以一分的差距領先傑克進入了最後一站歐洲站。
到了決勝的歐洲站，雖然傑克取得杆位，但是舒馬赫起跑後取得領先，傑克緊追在後。到了第47圈，傑克追上舒馬赫，並且抓準機會在一個彎角企圖一舉超過，舒馬赫見狀卻無力阻擋，只得將他的法拉利賽車轉向猛烈的撞擊傑克的威廉士賽車，欲和傑克同歸於盡，但這個惹起大爭議的企圖沒有成功，反而使自己退賽，而傑克的賽車雖然重傷，但仍以第三名撐過終點，逆轉奪下了世界冠軍。
傑克本年度一共取得7座分站冠軍，奪下世界冠軍，完成了父親所沒有達到的夢想。傑克也以26歲之齡，成為史上最年輕囊括F1世界冠軍、北美頂級方程式冠軍、以及印地500大賽冠軍的車手。至於舒馬赫，最後遭到FIA取消了全年的積分和名次。

#### 1998年
1998年，不安的狀況在開季前就籠罩著威廉士車隊，首先是隊上打造出當代最強賽車的賽車設計師亚德里安·纽维（Adrian Newey）離隊轉投迈凯伦车队。緊接著，提供威廉士車隊引擎的雷諾公司也宣布退出F1。威廉士車隊的兩大支柱同時離開，宣告了威廉士車隊的輝煌時代告終。
果然，開季後威廉士車隊的競爭力很明顯的遠遠不如法拉利車隊和麥凱倫車隊，傑克全年只站上頒獎台兩次，以年度第五名做收。而在賽季中，傑克和法蘭克·威廉士的衝突日漸白熱化，由於法蘭克向來強調賽車的重要性高於車手的實力，在車隊實力大幅滑落之下，傑克也認為不值得留下了。

### 英美車隊時代

#### 1999年
1999年，(Benetton F1 Team）向傑克提出了一份合約，但是傑克的經紀人波拉克得到英美煙草公司（British American Tobacco）大筆的資金贊助，決定以傑克為中心，成立一支新的車隊。波拉克收購了老牌車隊泰瑞爾車隊（Tyrrell F1 Team），以泰瑞爾車隊為主體，成立了英美車隊（BAR Racing）。
這支車隊完全圍繞著傑克打造，開季前，波拉克發出豪語，要在第一年就站上頒獎台，但是對於一支以一支衰弱已久的老牌車隊（去年沒有取得任何積分）為主體的新車隊來說，這無疑是不切實際的。一開季傑克就連續11場比賽都無法完賽，最終前世界冠軍傑克最後竟然一個積分都沒有拿到，英美車隊也成為全年唯一一支無法取得積分的車隊。

#### 2000年
2000年，儘管歷經了去年慘澹的一年，但是新的一年英美車隊得到了本田引擎，實力逐漸回穩，傑克的狀態也隨之進入佳境。最終傑克獲得了17分積分，年度排名回升到第七名，車隊的前景令人期待。

#### 2001年
2001年傑克的表現差強人意，雖然西班牙站為英美車隊第一次站上頒獎台，不過全年僅僅取得12個積分，全年站上頒獎台兩次，年度排名持平依舊取得第七名。但是車隊的表現始終跟頂級車隊差了一段距離，贊助商英美煙草公司的高層終於對車隊領導波拉克失去了耐心。賽季結束後，英美公司決定以大衛·理查茲（David Richards）換掉波拉克，傑克對車隊的作法極為震怒，和英美車隊開始出現了緊張關係。

#### 2002年
2002年，在車隊重組動盪不安的環境之中，傑克的成績大幅的滑落，全年賽季只取得4分積分，年度排名也下降至第12名。車隊的新領導理查茲開始把車隊多年來無法取得進展的矛頭指向傑克，認為傑克的薪水佔車隊預算的比例太高，嚴重影響了賽車的開發，因此要求和傑克重新簽訂合約，但遭到傑克所拒。此後，兩人已經形同決裂，衝突日趨白熱化。但是傑克是一個擁有世界冠軍的實績和廣大號召力的車手，理查茲暫時也不敢輕易動他。

#### 2003年
2003年，理查茲從雷諾車隊（Renault F1 Team）將備受期待的新星詹森·巴顿（Jenson Button）挖角過來，這是傑克多年來碰到的唯一一個具有競爭力的隊友，代表理查茲已經有替換掉傑克的打算了。因此，開季前傑克和理查茲以及新隊友巴頓就處於對立面，雙方衝突不斷的惡化，已經難以收拾。隨著賽季的進行，傑克在車隊中逐漸受到孤立，比賽成績也被巴頓壓過去。賽季末，雙方已經到了攤牌的時候，本年度最後一站日本站，理查茲宣布以隊中測試車手，日本籍的佐藤琢磨（Takuma Sato）取代傑克出戰日本站比賽，傑克遭到這支當初為了他打造出來的車隊掃地出門的屈辱下場。

### 雷諾車隊時代

#### 2004年
2004年，由於沒有任何車隊能夠提供他發展的空間，傑克只好暫時退出了F1。失去了一位人氣車手，又正逢本年度舒馬赫徹底壟斷比賽，F1本年的收視率極為低迷，傑克的祖國加拿大站的票房更是慘不忍睹，因此支持傑克復出的聲浪開始湧現。
九月，傑克和索伯車隊（Team Sauber）簽約，準備在下年度出賽。當時雷諾車隊的車手（Jarno Trulli）和車隊鬧僵，提前離開車隊，而索伯車隊車手詹卡洛·費斯切拉（Giancarlo Fisichella）已經確定將在下年度代表雷諾車隊出賽。雷諾車隊為了保住年度第二名，於是向索伯車隊借來傑克代表該隊參加最後三站賽事，但是要閒賦在家大半年沒有參加比賽的傑克立刻跟上費爾南多·阿隆索（Fernando Alonso）是根本不可能的事，傑克三站一分未得的糟糕表現遭到了猛烈的抨擊，被認為是雷諾車隊失去年度亞軍的直接原因。
諷刺的是，拋棄傑克的英美車隊本年度的表現大躍進，最終奪下了年度亞軍。這對傑克的聲譽更是造成了極大的傷害，人們對他低迷多年的表現已經感到不耐，認為他已經完全失去了應有的水準。

### 索伯車隊時代

#### 2005年
2005年，傑克從索伯車隊重新出發，但這時的環境對他已經很不利，儘管要求他立刻恢復奪得世界冠軍時的顛峰狀態顯然是不可能的，但是多年來的不斷挫敗，特別是去年的拙劣表現，讓他成為了爭議不斷的人物，負面形象已經難以扭轉。儘管他的成績和隊友菲利佩·馬薩（Felipe Massa）所差無幾，大家還是認為他不夠快，媒體的惡評仍然不斷出現，索伯車隊老闆彼得·索伯（Peter Sauber）對他的表現也不滿意，甚至公開表示簽下傑克是一個錯誤決定。
本年年中，寶馬公司（BMW）與多年來合作的威廉士車隊決裂，轉而收購了索伯車隊，寶馬的到來，讓傑克重燃希望，寄望寶馬的支持可以讓他重新振作。但是寶馬顯然沒有意願與這位前世界冠軍合作，最終經過一般波折，寶馬考量到他與索伯車隊簽下兩年合約，要解約所需付出的賠償金太大，而新車隊也需要一個有經驗的車手穩定大局，最終仍然同意讓他代表出賽下一年賽季。

### 寶馬車隊時代

#### 2006年
2006年，傑克代表寶馬車隊出賽，在第2站即為寶馬車隊取得隊史上第一分，前幾站比賽傑克也能夠穩定取分，但是由於寶馬車隊並不打算和他長期合作。賽季中段，傑克連續數站未能取分。德國站後，寶馬車隊宣佈以隊上測試車手羅伯特·庫比查（Robert Kubica）取代傑克出賽。傑克再度失去了F1的席次，以他的年齡來說，想重返F1賽道的機會已經很渺茫了。

## 評價
記者傑拉德·唐納森（Gerald Donaldson）將維倫紐夫描述為“迷人而古怪、固執己見、直言不諱”，並且是一個“藐視傳統、挑戰權威、在車手只需要說些甜言蜜語的時代說出自己真正想法的人”。維倫紐瓦經常把頭髮染成各種顏色，穿著垃圾搖滾街頭服裝。他的行為多次遭到F1管理機構——國際汽聯的警告，理由是他損害了F1的形象。該聯盟主席馬克斯·莫斯利（Max Mosley）曾評論說，維倫紐夫的爭議性舉動，在他不再取得好成績之後，反而會對他有利。

## 後記
傑克·維倫紐夫離開F1之後，曾傳出消息傑克將前往美國參加NASCAR的比賽，但未能夠成行。2007年，傑克和標緻車隊（Peugeot）簽約，準備代表標緻車隊挑戰本年度。如果傑克能夠取勝的話，他將成為史上第一位在F1、北美頂級方程式、印地500大賽、以及利曼24小時耐力賽四大賽事中都稱王的車手。但不幸在比賽後半段，傑克所駕駛的賽車發生故障，而功敗垂成。

## 歷年成績
| 賽季 | 車隊                                | 出賽 | 桿位 | 最快圈速 | 分站冠軍 | 頒獎台 | 積分 | 年度排名   |
| ---- | ----------------------------------- | ---- | ---- | -------- | -------- | ------ | ---- | ---------- |
| 1996 | 威廉姆斯車隊 ( Williams Renault)    | 16   | 3    | 6        | 4        | 11     | 78   | 第二名     |
| 1997 | 威廉姆斯車隊 ( Williams Renault)    | 17   | 10   | 3        | 7        | 8      | 81   | 世界冠軍   |
| 1998 | 威廉姆斯車隊 ( Williams Mecachrome) | 16   | 0    | 0        | 0        | 2      | 21   | 第五名     |
| 1999 | 英美車隊 (BAR Supertec)             | 16   | 0    | 0        | 0        | 0      | 0    | 第二十一名 |
| 2000 | 英美車隊（BAR Honda）               | 17   | 0    | 0        | 0        | 0      | 17   | 第七名     |
| 2001 | 英美車隊（BAR Honda）               | 17   | 0    | 0        | 0        | 2      | 12   | 第七名     |
| 2002 | 英美車隊（BAR Honda）               | 17   | 0    | 0        | 0        | 0      | 4    | 第十二名   |
| 2003 | 英美車隊（BAR Honda）               | 14   | 0    | 0        | 0        | 0      | 6    | 第十四名   |
| 2004 | 雷諾車隊（Renault）                 | 3    | 0    | 0        | 0        | 0      | 0    | 第二十一名 |
| 2005 | 索伯車隊（Sauber Petronas）         | 18   | 0    | 0        | 0        | 0      | 9    | 第十四名   |
| 2006 | （BMW）                             | 12   | 0    | 0        | 0        | 0      | 7    | 第十四名   |